# 國家航海博物館
國家航海博物館（英語：National Maritime Museum）是英國的一座博物館，位於倫敦格林尼治。

## 历史
1937年建立，國家航海博物館是英國領先的航海博物館，也可能是世界上同類博物館中規模最大的。博物館的建築也是世界遺產航海都市格林尼治的構成部分。國家航海博物館免費對公眾開放，但在舉辦特展時有時會收費。

## 外部連結
- Official website of the National Maritime Museum